# Live!! +one
Live!! +one je živé EP britské heavymetalové skupiny Iron Maiden, které bylo v listopadu 1980 vydáno pouze v Japonsku. Všechny skladby byly nahrány 4. července 1980 v Marquee Clubu v Londýně. Verze skladby „Sanctuary“ z tohoto EP nebyla dále vydána, zatímco ostatní skladby se dají nalézt jako „b-sides“.
V roce 1984 bylo toto EP, s rozšířeným seznamem skladeb, vydáno v Řecku, ale v Marquee Clubu byla nahrána pouze skladba „I've Got the Fire“. Ostatní skladby pocházejí z EP Maiden Japan a skladba „Prowler“ pochází ze stejnojmenného alba Iron Maiden.

## Seznam skladeb

### Japonské vydání

#### Strana jedna
| Pořadí | Název                | Délka |
| ------ | -------------------- | ----- |
| 1.     | Sanctuary            |       |
| 2.     | Phantom of the Opera |       |

#### Strana dva
| Pořadí | Název            | Délka |
| ------ | ---------------- | ----- |
| 1.     | Drifter          |       |
| 2.     | Women in Uniform |       |

### Řecké vydání

#### Strana jedna
| Pořadí | Název                | Délka |
| ------ | -------------------- | ----- |
| 1.     | Drifter              |       |
| 2.     | Phantom of the Opera |       |
| 3.     | Women in Uniform     |       |
| 4.     | Innocent Exile       |       |

#### Strana dva
| Pořadí | Název             | Délka |
| ------ | ----------------- | ----- |
| 1.     | Sanctuary         |       |
| 2.     | Prowler           |       |
| 3.     | Running Free      |       |
| 4.     | Remember Tomorrow |       |
| 5.     | I've Got the Fire |       |

## Sestava
- Paul Di'Anno – zpěv
- Dave Murray – kytara
- Dennis Stratton – kytara, doprovodný zpěv ve skladbách "Drifter," „Phantom of the Opera,“ "Women in Uniform," „Sanctuary,“ "I've Got the Fire," a "Prowler"
- Adrian Smith – kytara, doprovodný zpěv ve skladbách „Innocent Exile,“ "Running Free," a "Remember Tomorrow"
- Steve Harris – baskytara, doprovodný zpěv
- Clive Burr – bicí